# Günther Federico Carlo I di Schwarzburg-Sondershausen
Günther Federico Carlo I di Schwarzburg-Sondershausen (Sondershausen, 5 dicembre 1760 – Sondershausen, 22 aprile 1837) fu principe di Schwarzburg-Sondershausen, conte di Hohnstein, signore di Sondershausen, Arnstadt e Leutenberg.

## Biografia
Günther Federico Carlo era figlio del principe Cristiano Günther III di Schwarzburg-Sondershausen e di sua moglie, la principessa Carlotta Guglielmina di Anhalt-Bernburg.
Dopo la morte di suo padre nel 1794, assunse il governo del principato di Schwarzburg-Sondershausen e continuò con lo spirito del suo predecessore. Spesso teneva corte al castello di Ebeleben, in particolare durante la stagione della caccia, sport nel quale eccelleva e di cui era particolarmente appassionato.
Il suo regno ad ogni modo fu pieno di sconvolgimenti storici, sociali e politici. Il Sacro Romano Impero crollò nel 1806 sotto i colpi infertigli da Napoleone Bonaparte che fece così il suo ingresso sullo scenario internazionale. Il principe si assicurò la sovranità del suo principato entrando a far parte della Confederazione del Reno nel 1807. Dal 1815 aderì alla Confederazione germanica dopo il Congresso di Vienna, a cui fece seguito un periodo di distensione politica e di fioritura culturale, in particolare di quella popolare.
Il principe colse l'occasione per promuovere le arti e fece costruire un teatro pubblico nel 1825 su un terreno di sua proprietà, istituendovi anche un'orchestra sinfonica che divenne particolarmente nota nel corso del XIX secolo e che fece confluire a Sondershausen molti visitatori da tutta la Germania. Questa orchestra, ancora oggi esistente, è una banda di ottoni composta da sei pezzi che aveva tra le altre cose lo scopo di accompagnare il principe nel corso delle sue cacce e che ogni domenica teneva dei concerti aperti al pubblico gratuitamente sulla Lohplatz.
Politicamente, il principe era considerato uno strenuo conservatore assolutista e, malgrado le pressioni pervenutegli dalla borghesia, non fece alcun tipo di concessione, fatto che lo rese sempre più impopolare. Venne pesantemente criticato per i suoi favoritismi a corte e venne alla fine costretto ad abdicare a favore del figlio dopo una breve rivolta di palazzo nel 1835 (la cosiddetta "Rivoluzione di Ebeleben").
Trascorse gli ultimi anni della sua vita nel casino di caccia di Possen. Alla sua morte venne sepolto a Ebeleben.

## Matrimonio e figli
Il 23 luglio 1799 a Rudolstadt, sposò Carolina (1774-1854), figlia del principe Federico Carlo di Schwarzburg-Rudolstadt, dalla quale ebbe i seguenti eredi:
- Emilia (1800-1867), sposò nel 1820 il principe Leopoldo II di Lippe;
- Günther Federico Carlo II (1801-1889), principe di Schwarzburg-Sondershausen.

Il principe si sa che ebbe anche quattro figli illegittimi.

## Ascendenza
|                                                       |                                   |                                           | Genitori                                                        |  |  | Nonni |  |  | Bisnonni                                         |  |  | Trisnonni                                      |  |
|                                                       |                                   |                                           |                                                                 |  |  |       |  |  | Cristiano Guglielmo di Schwarzburg-Sondershausen |  |  | Antonio Günther I di Schwarzburg-Sondershausen |  |
|                                                       |                                   |                                           |                                                                 |  |  |       |  |  | Cristiano Guglielmo di Schwarzburg-Sondershausen |  |  | Antonio Günther I di Schwarzburg-Sondershausen |  |
|                                                       |                                   | Maria Maddalena del Palatinato-Birkenfeld |                                                                 |  |  |       |  |  | Cristiano Guglielmo di Schwarzburg-Sondershausen |  |  |                                                |  |
| Augusto di Schwarzburg-Sondershausen                  |                                   |                                           |                                                                 |  |  |       |  |  | Cristiano Guglielmo di Schwarzburg-Sondershausen |  |  |                                                |  |
|                                                       |                                   | Guglielmina Cristiana di Sassonia-Weimar  | Giovanni Ernesto II di Sassonia-Weimar                          |  |  |       |  |  |                                                  |  |  |                                                |  |
|                                                       |                                   | Guglielmina Cristiana di Sassonia-Weimar  | Giovanni Ernesto II di Sassonia-Weimar                          |  |  |       |  |  |                                                  |  |  |                                                |  |
|                                                       |                                   | Guglielmina Cristiana di Sassonia-Weimar  | Cristina Elisabetta di Schleswig-Holstein-Sonderburg-Franzhagen |  |  |       |  |  |                                                  |  |  |                                                |  |
| Cristiano Günther III di Schwarzburg-Sondershausen    |                                   | Guglielmina Cristiana di Sassonia-Weimar  |                                                                 |  |  |       |  |  |                                                  |  |  |                                                |  |
|                                                       |                                   | Carlo Federico di Anhalt-Bernburg         | Vittorio Amedeo di Anhalt-Bernburg                              |  |  |       |  |  |                                                  |  |  |                                                |  |
|                                                       |                                   | Carlo Federico di Anhalt-Bernburg         | Vittorio Amedeo di Anhalt-Bernburg                              |  |  |       |  |  |                                                  |  |  |                                                |  |
|                                                       |                                   | Carlo Federico di Anhalt-Bernburg         | Elisabetta del Palatinato-Zweibrücken                           |  |  |       |  |  |                                                  |  |  |                                                |  |
| Carlotta Sofia di Anhalt-Bernburg                     |                                   | Carlo Federico di Anhalt-Bernburg         |                                                                 |  |  |       |  |  |                                                  |  |  |                                                |  |
|                                                       |                                   | Sofia Albertina di Solms-Sonnenwalde      | Giorgio Federico di Solms-Sonnenwalde                           |  |  |       |  |  |                                                  |  |  |                                                |  |
|                                                       |                                   | Sofia Albertina di Solms-Sonnenwalde      | Giorgio Federico di Solms-Sonnenwalde                           |  |  |       |  |  |                                                  |  |  |                                                |  |
|                                                       |                                   | Sofia Albertina di Solms-Sonnenwalde      | Anna Sofia di Anhalt-Bernburg                                   |  |  |       |  |  |                                                  |  |  |                                                |  |
| Günther Federico Carlo I di Schwarzburg-Sondershausen |                                   | Sofia Albertina di Solms-Sonnenwalde      |                                                                 |  |  |       |  |  |                                                  |  |  |                                                |  |
|                                                       | Carlo Federico di Anhalt-Bernburg | Vittorio Amedeo di Anhalt-Bernburg        |                                                                 |  |  |       |  |  |                                                  |  |  |                                                |  |
|                                                       | Carlo Federico di Anhalt-Bernburg | Vittorio Amedeo di Anhalt-Bernburg        |                                                                 |  |  |       |  |  |                                                  |  |  |                                                |  |
|                                                       | Carlo Federico di Anhalt-Bernburg | Elisabetta del Palatinato-Zweibrücken     |                                                                 |  |  |       |  |  |                                                  |  |  |                                                |  |
| Vittorio Federico di Anhalt-Bernburg                  | Carlo Federico di Anhalt-Bernburg |                                           |                                                                 |  |  |       |  |  |                                                  |  |  |                                                |  |
|                                                       |                                   | Sofia Albertina di Solms-Sonnenwalde      | Giorgio Federico di Solms-Sonnenwalde                           |  |  |       |  |  |                                                  |  |  |                                                |  |
|                                                       |                                   | Sofia Albertina di Solms-Sonnenwalde      | Giorgio Federico di Solms-Sonnenwalde                           |  |  |       |  |  |                                                  |  |  |                                                |  |
|                                                       |                                   | Sofia Albertina di Solms-Sonnenwalde      | Anna Sofia di Anhalt-Bernburg                                   |  |  |       |  |  |                                                  |  |  |                                                |  |
| Guglielmina di Anhalt-Bernburg                        |                                   | Sofia Albertina di Solms-Sonnenwalde      |                                                                 |  |  |       |  |  |                                                  |  |  |                                                |  |
|                                                       |                                   | Leopoldo I di Anhalt-Dessau               | Giovanni Giorgio II di Anhalt-Dessau                            |  |  |       |  |  |                                                  |  |  |                                                |  |
|                                                       |                                   | Leopoldo I di Anhalt-Dessau               | Giovanni Giorgio II di Anhalt-Dessau                            |  |  |       |  |  |                                                  |  |  |                                                |  |
|                                                       |                                   | Leopoldo I di Anhalt-Dessau               | Enrichetta Caterina d'Orange                                    |  |  |       |  |  |                                                  |  |  |                                                |  |
| Luisa di Anhalt-Dessau                                |                                   | Leopoldo I di Anhalt-Dessau               |                                                                 |  |  |       |  |  |                                                  |  |  |                                                |  |
|                                                       |                                   | Anna Luisa Föhse                          | Rudolf Föhse                                                    |  |  |       |  |  |                                                  |  |  |                                                |  |
|                                                       |                                   | Anna Luisa Föhse                          | Rudolf Föhse                                                    |  |  |       |  |  |                                                  |  |  |                                                |  |
|                                                       |                                   | Anna Luisa Föhse                          | Agnes Ohme                                                      |  |  |       |  |  |                                                  |  |  |                                                |  |
|                                                       |                                   | Anna Luisa Föhse                          |                                                                 |  |  |       |  |  |                                                  |  |  |                                                |  |